# Hlobivka, Kotelva
Hlobivka (în ucraineană Глобівка) este un sat în comuna Mîloradove din raionul Kotelva, regiunea Poltava, Ucraina.

## Demografie
Componența lingvistică a localității Hlobivka
     Ucraineană (97,79%)
     Rusă (2,21%)
Conform recensământului din 2001, majoritatea populației localității Hlobivka era vorbitoare de ucraineană (97,79%), existând în minoritate și vorbitori de rusă (2,21%).